# 莫萨梅迪斯
莫萨梅迪斯是巴西戈亚斯州的一个市镇。总面积684.451平方公里，总人口5802人，人口密度8.5人/平方公里。